# Vasilis Papageorgopoulos
Vasilis Papageorgopoulos (in greco: Βασίλης Παπαγεωργόπουλος) (Salonicco, 27 giugno 1947) è un politico ed ex velocista greco.

## Biografia
Specialista della corsa veloce, vinse una medaglia di bronzo ai campionati europei assoluti, una d'argento e una di bronzo ai campionati europei indoor, una d'oro e una d'argento ai Giochi del Mediterraneo.
Nel 1972 fu accreditato di un tempo di 10 secondi netti sui 100 metri (con cronometraggio manuale) eguagliando il primato europeo. Nello stesso anno partecipò alle Olimpiadi di Monaco di Baviera dove, dopo aver superato i quarti di finale, fu costretto a rinunciare alla semifinale per un infortunio muscolare. Quattro anni dopo fu portabandiera per il suo paese a Montréal 1976 ma nella gara sui 100 metri non riuscì a superare il primo turno.
Terminata l'attività agonistica si dedicò alla politica. Dopo essere stato eletto al Parlamento ellenico, dal 1999 al 2010 è stato sindaco di Salonicco. Arrestato con l'accusa di appropriazione indebita, riciclaggio di denaro pubblico e falso in bilancio, nel 2013 è stato condannato all'ergastolo; nel 2014 la pena è stata commutata in 20 anni di reclusione

## Palmarès
| Anno | Manifestazione          | Sede              | Evento | Risultato | Prestazione | Note |
| ---- | ----------------------- | ----------------- | ------ | --------- | ----------- | ---- |
| 1971 | Europei                 | Helsinki          | 100 m  | Bronzo    | 10"56       |      |
| 1971 | Giochi del Mediterraneo | Smirne            | 100 m  | Oro       | 10"4        |      |
| 1972 | Europei indoor          | Grenoble          | 50 m   | Bronzo    | 5"82        |      |
| 1975 | Giochi del Mediterraneo | Algeri            | 100 m  | Argento   | 10"44       |      |
| 1976 | Europei indoor          | Monaco di Baviera | 60 m   | Argento   | 6"67        |      |